# La patria chica (película)
La patria chica es una película española de género musical estrenada en 1943, escrita y dirigida por Fernando Delgado de Lara y protagonizada en el papel estelar por Estrellita Castro.
Se trata de una adaptación cinematográfica de la zarzuela homónima estrenada en 1907 y escrita por los Hermanos Álvarez Quintero.

## Sinopsis
Un grupo folklórico español va a París contratado por un empresario francés, pero este huye con la recaudación de la función, dejándolos abandonados y sin recursos. Pastora recuerda que tiene en París un amigo pintor, y acude con sus compañeros del grupo a pedirle ayuda para poder regresar a España. El pintor accede, pero antes tiene que vender un cuadro a un rico inglés para obtener fondos. El inglés acude al estudio del pintor y al ver a Pastora, se queda prendado de ella, y en vez de comprar el cuadro propone a los artistas pagarles el viaje de vuelta si Pastora se queda con él en París.

## Reparto
- Estrellita Castro como Pastora
- Pedro Terol como Mariano
- Pilar Soler como Pilar
- Maruja Tamayo como Conchita
- Félix de Pomés como Míster Blay
- Juan Calvo como Monsieur Renard
- Salvador Soler Marí como José Luis
- Emilio Santiago como Medina
- Casimiro Hurtado como Ansúrez